# Myslym Alla
Myslym Alla (ur. 15 kwietnia 1919 w Tiranie, zm. 1 stycznia 1999 tamże) – albański piłkarz i trener piłkarski, po II wojnie światowej członek, a w latach 1952 i 1972–1973 selekcjoner reprezentacji Albanii.